# Lasioglossum latibalteatum
Lasioglossum latibalteatum là một loài Hymenoptera trong họ Halictidae. Loài này được Meade-Waldo mô tả khoa học năm 1916.